# Gynerium
Gynerium is een monotypisch geslacht uit de grassenfamilie (Poaceae). De enige soort in dit geslacht is Gynerium sagittatum. Deze grassoort kan 6 meter hoog worden. De soort is een pioniersoort. De zaden waaien mee via de wind en zo kan de soort open vlakten koloniseren.
De soort heeft vele lokale namen.
Er zijn drie variëteiten:
- Gynerium sagittatum var. glabrum Renvoize & Kalliola - Bolivia
- Gynerium sagittatum var. sagittatum - van noord Mexico tot Paraguay
- Gynerium sagittatum var. subandinum Renvoize & Kalliola - Bolivia

Vroeger werden nog een aantal soorten tot dit geslacht gerekend; die in meerderheid zijn verplaatst naar Cortaderia, en enkele andere soorten naar de Chusquea en Austroderia.

## Verspreiding
De soort komt voor in Amerika, van Noord-Mexico tot aan Paraguay.